# James Brown (Schauspieler)
James E. Brown (* 22. März 1920 in Desdemona, Texas; † 11. April 1992 in Woodland Hills, Kalifornien) war ein US-amerikanischer Schauspieler.

## Leben und Karriere
James Brown wurde 1920 in der texanischen Öl-Boomtown Desdemona geboren. Als junger Mann besuchte er die Baylor University in Waco und war ein erfolgreicher Tennisspieler. 1941 machte James Brown sein Filmdebüt mit einer kleinen Rolle in Ride, Kelly, Ride unter Regie von Norman Foster. Bereits zwei Jahre später war er karrieretechnisch zu einer zweiten Hauptrolle im Kriegsfilm Korvette K 225 aufgestiegen. 1944 hatte er eine größere Rolle an der Seite von Bing Crosby in der Komödie Der Weg zum Glück, dem finanziell erfolgreichsten Film dieses Jahres, der auch den Oscar als Bester Film gewann. Der athletische Brown wurde besonders oft in Kriegsfilmen eingesetzt, beispielsweise Der Held von Burma (1945) und Du warst unser Kamerad (1949).
Seine Filmrollen in den 1950er-Jahren wurden tendenziell unbedeutender, doch brachte das Fernsehen ihm ab 1954 seine vielleicht bekannteste Rolle: In der Westernserie Rin Tin Tin verkörperte er für fünf Jahre in 164 Folgen die Rolle des Lieutenant Ripley "Rip" Masters. Er trat hier an der Seite eines deutschen Schäferhundes und des Kinderstars Lee Aaker auf. 1956 war Rin Tin Tin die erste US-amerikanische Serie, die im deutschen Fernsehen gezeigt wurde. 
Nach dem Ende von Rin Tin Tin, ließen die Rollenangebote für Brown merklich nach, weshalb er Ende der 1960er-Jahre einen erfolgreichen Konzern für Bodybuilding-Ausrüstung gründete. Später arbeitete er in wichtiger Position für den Kosmetikkonzern Faberge. Dennoch war er in den 1970er- und 1980er-Jahren weiterhin nebenbei als Schauspieler tätig. Von seinen späten Rollen könnte er vielen Fernsehzuschauern auch durch seine Darstellung des korrupten Polizisten Harry McSween in der Seifenoper Dallas bekannt sein. Zwischen 1979 und 1988 spielte er diese Figur in insgesamt 39 Episoden.
James Brown starb 1992 im Alter von 72 Jahren an Lungenkrebs. Er hinterließ seine Ehefrau Betty und drei Töchter.

## Filmografie (Auswahl)
- 1941: Ride, Kelly, Ride
- 1942: Wake Island
- 1942: Lodernde Flammen (The Forest Rangers)
- 1943: In die japanische Sonne (Air Force)
- 1943: Korvette K 225 (Corvette K-225)
- 1944: Der Weg zum Glück (Going My Way)
- 1945: Der Held von Burma (Objective, Burma!)
- 1947: Brennende Grenze (The Fabulous Texan)
- 1948: Die rauhen Reiter der furchtlosen Legion (The Gallant Legion)
- 1949: Sie ritten mit Jesse James (The Younger Brothers)
- 1949: Mit Pech und Schwefel (Brimstone)
- 1949: Du warst unser Kamerad (Sands of Iwo Jima)
- 1950: Montana
- 1950: Des Teufels Pilot (Chain Lightning)
- 1950: Zwischen Mitternacht und Morgen (Between Midnight and Dawn)
- 1950: Rollschuh-Fieber (The Fireball)
- 1951: Der Seewolf von Barracuda (The Sea Hornet)
- 1951: Höllenreiter der Nacht (The Wild Blue Yonder)
- 1951: The Groom Wore Spurs
- 1952: Der Stolz von St. Louis (The Pride of St. Louis)
- 1952: The Lone Ranger (Fernsehserie, Folge 3x04 Eine Falle für Kid)
- 1952: Gegenspionage (Springfield Rifle)
- 1953: Der Rebell von Kalifornien (The Man Behind the Gun)
- 1953: Am Tode vorbei (Woman They Almost Lynched)
- 1953: Crazylegs
- 1953: Der brennende Pfeil (The Charge at Feather River)
- 1953: Donnernde Hufe (Thunder Over the Plains)
- 1953: Unternehmen Panthersprung (Flight Nurse)
- 1954: Ein neuer Stern am Himmel (A Star Is Born)
- 1954–1959: Rin Tin Tin (The Adventures of Rin Tin Tin, Fernsehserie, 164 Folgen)
- 1957: Düsenjäger (Jet Pilot)
- 1959: Die schwarze Hand der Mafia (Inside the Mafia)
- 1960: Reiter der Vergeltung (Five Guns to Tombstone)
- 1960–1964: Route 66 (Fernsehserie, 8 Folgen)
- 1961: Duell in Mexiko (Gun Fight)
- 1961: Am Fuß der blauen Berge (Laramie, Fernsehserie, Folge 2x32)
- 1962: Bronco (Fernsehserie, Folge 4x16)
- 1962–1966: Die Leute von der Shiloh Ranch (The Virginian, Fernsehserie, 3 Folgen)
- 1963: Rauchende Colts (Gunsmoke, Fernsehserie, Folge 8x25)
- 1963: Das Mädchen Irma la Douce (Irma la Douce)
- 1963: Lassie (Fernsehserie, 3 Folgen)
- 1964: Daniel Boone (Fernsehserie, Folge 1x12)
- 1965: Schwarze Sporen (Black Spurs)
- 1965: Revolver diskutieren nicht (Town Tamer)
- 1968: Bewegliche Ziele (Targets)
- 1971: Ohne Furcht und Sattel (Bearcats!, Fernsehserie, Folge 1x00)
- 1975: Cash – Die unaufhaltsame Karriere des Gefreiten Arsch (Whiffs)
- 1975: Die Küste der Ganoven (Barbary Coast, Fernsehserie, Folge 1x08)
- 1975: Die Mafia kennt keine Gnade (Mean Johnny Barrows)
- 1975: Adiós Amigo
- 1976: Ich will, ich will ... vielleicht? (I Will, I Will... for Now)
- 1977: Starsky & Hutch (Fernsehserie, Folge 2x14 Kriminell ist nicht das Wort)
- 1979–1988: Dallas (Fernsehserie, 39 Folgen)
- 1981: Wunder auf dem Eis (Miracle on Ice) (Fernsehfilm)
- 1982: CHiPs (Fernsehserie, Folge 5x18 Familienzwist)
- 1988: Mord ist ihr Hobby (Murder, She Wrote, Fernsehserie, Folge 4x15)